# Llau de Fenós
La llau de Fenós és una llau de l'antic terme de Toralla i Serradell, actualment pertanyent a Conca de Dalt, al Pallars Jussà, en terres del poble d'Erinyà.
Aquesta llau es forma a 944 m. alt., a la partida de les Roques, des d'on davalla cap a llevant en un traçat bastant recte. Travessa la Pista de la Muntanya, passa al nord de la partida dels Feners i de Bancalades i davalla cap a la vall del Flamisell. Travessa la carretera N-260, i s'aboca en el Flamisell al cap de poc.